# 仇学宝
仇学宝（1929年7月15日—），男，上海人，中国政治人物、诗人，曾任《萌芽》《上海文学》编辑，上海市内电话局党支部书记、党委秘书科科长，上海市委交通部办公厅巡视员。1969年与他人联合创作长诗《金训华之歌》。